# Vrede van Grave
De Vrede van Grave werd in 1536 gesloten tussen Karel van Gelre en keizer Karel V.
Hierdoor werden de pseudo-rijksstad Groningen (met Gorecht en Oldambt), de Ommelanden en het graafschap Drenthe deel van de Habsburgse Nederlanden. De gebiedsoverdracht was het gevolg van de Gelderse nederlaag bij Heiligerlee, eerder dat jaar.